# Elseya caelatus
Elseya caelatus is een schildpad uit de familie slangenhalsschildpadden (Chelidae). 

## Naam en indeling
De wetenschappelijke naam van de soort werd voor het eerst voorgesteld door Mehdi Joseph-Ouni en William P. McCord in 2022. In veel literatuur wordt de soort nog niet vermeld. 
De soortaanduiding caelatus betekent vrij vertaald 'gekerfd' en slaat op de tekening van het rugschild. 

## Uiterlijke kenmerken
Elseya caelatus blijft kleiner dan de verwante soort Elseya novaeguineae. Het rugschild is ovaal en relatief laag, het midden van het schild draagt een lage kiel. Het holotype van een vrouwtje had een rugschildlengte van 19,6 centimeter, dat van een mannetje mat 13,8 cm.

## Verspreidingsgebied
De soort komt voor in delen van Azië en leeft endemisch in Indonesië. Hier komt de schildpad alleen voor in de provincie Papoea. Over de habitat en de levenswijze is nog vrijwel niets bekend. 